# Соса (город)
Соса (яп. 匝瑳市 Со:са-си) — город в Японии, находящийся в префектуре Тиба. Площадь города составляет 101,78 км², население — 38 139 человек (1 августа 2014), плотность населения — 374,72 чел./км².

## Географическое положение
Город расположен на острове Хонсю в префектуре Тиба региона Канто. С ним граничат города Асахи, Катори и посёлки Тако, Йокосибахикари.

## Население
Население города составляет 38 139 человек (1 августа 2014), а плотность — 374,72 чел./км². Изменение численности населения с 1980 по 2005 годы:
| 1980 | 41 160 чел. |  |
| 1985 | 42 226 чел. |  |
| 1990 | 42 261 чел. |  |
| 1995 | 43 357 чел. |  |
| 2000 | 42 914 чел. |  |
| 2005 | 42 086 чел. |  |

## Символика
Деревом города считается подокарп крупнолистный, цветком — тюльпан, птицей — Cettia diphone.